# デスゲーム
デスゲームとは、フィクション作品におけるジャンルのひとつ。登場人物が死を伴う危険なゲームに巻き込まれる様相を描く作品、および劇中で描かれる架空のゲームを指す。
何らかの理由によって集められた登場人物たちが特定の場所に隔離または幽閉され、指定された目的のために、主催者から提示されたゲームに参加する。ゲームは1人、または1チームといったごく少数の勝者と、残り大多数の敗者が出来る仕組みとなっており、勝利すると生存が保証され、巨大な報酬が得られることもある一方、敗北すると死亡するか、もしくは重篤な後遺症や莫大な債務などを負うことになる。
SF、アクション、ホラー、サスペンス、ミステリー、サバイバル、ディストピア、ギャンブル、ループものといったジャンルと掛け合わせているデスゲーム作品も存在する。

## 歴史
史実においては古代ローマ時代の剣闘士などが当てはまるが、フィクションとしてはリチャード・コネルの1924年の短編小説『最も危険なゲーム』がその嚆矢とされる。孤立した島で「人間狩り」を楽しむ貴族と、その島に流れ着いた主人公の殺し合いを描いた作品で、その人気から多数の後続作品を生み出した。
『最も危険なゲーム』からインスピレーションを受けて、1953年にロバート・シェクリイは短編小説『七番目の犠牲者』（『華麗なる殺人』として映画化）で1対1の合法的な殺人ゲームを描いた。同じくシェクリィが1960年に書いた『危険の報酬』は、殺し屋から逃げ切れば賞金を獲得できるTV番組を描いた短編小説で、1980年の手塚治虫『火の鳥 生命編』や、1982年のスティーヴン・キング『バトルランナー』と類似している。
1970年代のハリウッド映画では、スティーヴン・キングが1979年に発表した小説『死のロングウォーク』や、1982年に発表した『バトルランナー』の影響でこの類型が広まった。さらに1997年に公開されたカナダの映画『CUBE』の世界的ヒットや、1999年に発刊された日本の小説で、翌年には映画化もされた『バトル・ロワイアル』のヒットを皮切りに、1990年代後半から世界的に流行するようになった。アメリカ合衆国でも『ハンガー・ゲーム』など数々の作品が発表されて人気を博した。
日本では、特に漫画において大きく隆盛している。
デスゲームを描いた漫画のなかでも、ギャンブル要素の強いものとして、福本伸行『賭博黙示録カイジ』、甲斐谷忍『LIAR GAME』、迫稔雄『嘘喰い』などがあり、ひとつのジャンルを築いている。
超常的な存在によって参加者が集められ、危険なミッションが与えられるものとしては奥浩哉の漫画『GANTZ』の影響が大きく、金城宗幸・藤村緋二『神さまの言うとおり』や、麻生羽呂『今際の国のアリス』といった漫画が映像化されている。
特撮ドラマの『仮面ライダー龍騎』や、PEACH-PITの漫画『ローゼンメイデン』、TYPE-MOONのゲーム『Fate/stay night』、えすのサカエの漫画『未来日記』のように、強大な異能者たちが集まり、最後の一人になるまで戦うという趣向の作品も、スリラー要素は薄いものの「デスゲーム」あるいは「バトロワもの」と呼ばれる。
川原礫の小説『ソードアート・オンライン』では、VRゲーム内で死亡すれば現実でも死亡することになるという設定を「デスゲーム」と表現している。コンピュータゲームの死が現実の死とリンクするような設定は、岡嶋二人の小説『クラインの壺』、高畑京一郎の小説『クリス・クロス』、バンダイのゲーム『.hack』などの先行例がある。
児童文庫においても、2000年代から10代のあいだで山田悠介作品が大きく支持されたことをきっかけに、金沢伸明『王様ゲーム』などがヒットし、デスゲームは人気のジャンルとなっている。
以上のような状況から、デスゲームのジャンルは日本が本場だともいわれてきたが、必ずしも世界的なヒットには結びついておらず、縮小再生産の傾向にあったことも指摘されている。2021年にNetflixで配信された大韓民国のドラマ『イカゲーム』は従来のデスゲームものではあまり描かれてこなかった現実社会的な要素を盛り込み、全世界でもっとも視聴されたシリーズとなった。

## 主な作品
| 年     | 作品名                     | メディア                    |
| ------ | -------------------------- | --------------------------- |
| 1965年 | 華麗なる殺人               | 映画                        |
| 1975年 | デス・レース2000年         | 映画                        |
| 1979年 | 死のロングウォーク         | 小説                        |
| 1980年 | 火の鳥 生命編              | 漫画                        |
| 1982年 | バトルランナー             | 小説                        |
| 1995年 | ジュマンジ                 | 映画                        |
| 1996年 | 賭博黙示録カイジ           | 漫画                        |
| 1997年 | キューブ                   | 映画                        |
| 1999年 | バトル・ロワイアル         | 小説                        |
| 2000年 |                            | 漫画                        |
| 2001年 | リアル鬼ごっこ             | 小説                        |
| 2002年 | 仮面ライダー龍騎           | 特撮                        |
| 2003年 | 人狼ゲーム                 | 小説・漫画・映画 (2013年～) |
| 2004年 | ソウ                       | 映画                        |
| 2004年 | パズル                     | 小説                        |
| 2005年 | ライアーゲーム             | 漫画                        |
| 2006年 | 未来日記                   | 漫画                        |
| 2006年 | 嘘喰い                     | 漫画                        |
| 2007年 | インシテミル               | 小説・映画                  |
| 2007年 | Doubt                      | 漫画                        |
| 2007年 | 賭博覇王伝 零              | 漫画                        |
| 2007年 | デッドマン・ワンダーランド | 漫画                        |
| 2009年 | 王様ゲーム                 | 小説                        |
| 2009年 | BTOOOM!                    | 漫画                        |
| 2009年 | ソードアート・オンライン   | 小説                        |
| 2010年 | JUDGE                      | 漫画                        |
| 2010年 | ダンガンロンパ             | ゲーム                      |
| 2010年 | 今際の国のアリス           | 漫画                        |
| 2011年 | 神さまの言うとおり         | 漫画                        |
| 2011年 | カラダ探し                 | 小説                        |
| 2012年 | ハンガー・ゲーム           | 映画                        |
| 2012年 | ジョーカーゲーム           | 映画                        |
| 2013年 | ダーウィンズゲーム         | 漫画                        |
| 2013年 | デス・ビリヤード           | 映画                        |
| 2013年 | 脳漿炸裂ガール             | 小説                        |
| 2014年 | リアルアカウント           | 漫画                        |
| 2014年 | 死.tv                      | 漫画                        |
| 2015年 | ラブデスター               | 漫画                        |
| 2015年 | シグナル100                | 漫画                        |
| 2015年 | 生贄投票                   | 漫画                        |
| 2015年 | たとえ灰になっても         | 漫画                        |
| 2016年 | 仮面ライダーエグゼイド     | 特撮                        |
| 2020年 | ザ・ハント                 | 映画                        |
| 2020年 | なれの果ての僕ら           | 漫画                        |
| 2020年 | GARO -VERSUS ROAD-         | 特撮                        |
| 2021年 | ガールガンレディ           | 特撮                        |
| 2021年 | イカゲーム                 | ドラマ                      |
| 2022年 | 仮面ライダーギーツ         | 特撮                        |
| 2023年 | ダ・カーポしませんか?      | ドラマ                      |
| 2023年 | 逃走中 グレートミッション  | アニメ                      |